# Сімаківська сільська рада
Сімаківська сільська рада — колишня адміністративно-територіальна одиниця та орган місцевого самоврядування у Ємільчинському (Емільчинському) районі Коростенської і Волинської округ, Київської й Житомирської областей Української РСР та України з адміністративним центром у с. Сімаківка.

## Населені пункти
Сільській раді були підпорядковані населені пункти:
- с. Сімаківка
- с. Зорянка
- с. Михайлівка

## Населення
Кількість населення ради станом на 1923 рік становила 1 257 осіб, кількість дворів — 256.
Відповідно до результатів перепису населення СРСР, кількість населення ради станом на 12 січня 1989 року становила 946 осіб.
Станом на 5 грудня 2001 року, відповідно до перепису населення України, кількість мешканців сільської ради становила 725 осіб.

## Склад ради
Рада складалася з 14 депутатів та голови.

### Керівний склад сільської ради
| ПІБ                         | Основні відомості                                                                       | Дата обрання | Дата звільнення |
| --------------------------- | --------------------------------------------------------------------------------------- | ------------ | --------------- |
| Яценко Володимир Васильович | Сільський голова, 1959 року народження, освіта, безпартійний                            | 26.03.2006   | 31.10.2010      |
| Яценко Володимир Васильович | Сільський голова, 1959 року народження, освіта середня спеціальна, член Партії регіонів | 31.10.2010   |                 |

Примітка: таблиця складена за даними джерела

## Історія
Створена 1923 року в с. Сімаківка Емільчинської волості Новоград-Волинського повіту Волинської губернії. 7 березня 1923 року увійшла до складу новоутвореного Емільчинського (згодом — Ємільчинський) району Коростенської округи.
Станом на 1 вересня 1946 року сільська рада входила до складу Ємільчинського району Житомирської області, на обліку в раді перебувало с. Сімаківка.
11 серпня 1954 року, відповідно до указу Президії Верховної ради Української РСР «Про укрупнення сільських рад по Житомирській області», до складу ради приєднано с. Боголюбівка (згодом — Зорянка) ліквідованої Боголюбівської сільської ради Ємільчинського району. 5 березня 1959 року, відповідно до рішення Житомирського облвиконкому № 161 «Про ліквідацію та зміну адміністративно-територіального поділу окремих рад області», підпорядковано села Крилинськ та Михайлівка ліквідованої Михайлівської сільської ради Ємільчинського району. 29 червня 1960 року, відповідно до рішення Житомирського облвиконкому № 683 «Про об'єднання деяких населених пунктів в районах області», с. Крилинськ об'єднане із с. Михайлівка.
На 1 січня 1972 року сільська рада входила до складу Ємільчинського району Житомирської області, на обліку в раді перебували села Зорянка, Михайлівка та Сімаківка.
Виключена з облікових даних 17 липня 2020 року. Територію та населені пункти ради, відповідно до розпорядження Кабінету Міністрів України № 711-р від 12 червня 2020 року «Про визначення адміністративних центрів та затвердження територій територіальних громад Житомирської області», включено до складу Барашівської сільської територіальної громади Новоград-Волинського району Житомирської області.